# Ferdinand von Arnim
Heinrich Ludwig Ferdinand von Arnim (Trzebiatów, 15 settembre 1814 – Berlino, 23 marzo 1866) è stato un architetto e pittore tedesco.
Fu uno degli studente di Karl Friedrich Schinkel e ha lavorato e progettato edifici principalmente a Berlino e Potsdam.